# Comuna Ceru-Băcăinți, Alba
Ceru-Băcăinți (în maghiară Bokajfelfalu sau Bokaj, în germană Bocksdorf) este o comună în județul Alba, Transilvania, România, formată din satele Bolovănești, Bulbuc, Ceru-Băcăinți (reședința), Cucuta, Curpeni, Dumbrăvița, Fântânele, Groși, Valea Mare și Viezuri. Se află la poalele de SE ale Munților Metaliferi.
Locul este unic în România, deoarece casele și anexele sunt realizate exclusiv din piatră. Acest patrimoniu este pe cale să se piardă, datorită depopulării zonei și abandonării caselor, ce devin sursă de aprovizionare cu piatră pentru vânzare.
În perioada 2008 - 2012, primarul comunei a fost Ioan Trif.

## Date economice
Este un centru de confecționare a obiectelor din lemn încrustat.
Comuna Ceru Băcăinți are cei mai puțini locuitori din județ: 284, în condițiile în care acum nouă ani avea 376 persoane.

## Demografie
Componența etnică a comunei Ceru-Băcăinți
     Români (95,15%)
     Alte etnii (4,85%)
Componența confesională a comunei Ceru-Băcăinți
     Ortodocși (91,19%)
     Alte religii (2,2%)
     Necunoscută (6,61%)
Conform recensământului efectuat în 2021, populația comunei Ceru-Băcăinți se ridică la 227 de locuitori, în scădere față de recensământul anterior din 2011, când fuseseră înregistrați 269 de locuitori. Majoritatea locuitorilor sunt români (95,15%). Din punct de vedere confesional, majoritatea locuitorilor sunt ortodocși (91,19%), iar pentru 6,61% nu se cunoaște apartenența confesională.

## Politică și administrație
Comuna Ceru-Băcăinți este administrată de un primar și un consiliu local compus din 9 consilieri. Primarul, Ciprian-Ștefan Borza[*], de la Partidul Social Democrat, este în funcție din 1 noiembrie 2024. Începând cu alegerile locale din 2024, consiliul local are următoarea componență pe partide politice:
|  | Partid                    | Consilieri | Componența Consiliului | Componența Consiliului | Componența Consiliului | Componența Consiliului | Componența Consiliului |
|  | ------------------------- | ---------- | ---------------------- | ---------------------- | ---------------------- | ---------------------- | ---------------------- |
|  | Partidul Social Democrat  | 5          |                        |                        |                        |                        |                        |
|  | Partidul Național Liberal | 4          |                        |                        |                        |                        |                        |